# Franz Woepcke
Franz Woepcke, né le 6 mai 1826 à Dessau et mort le 25 mars 1864 à Paris, est un mathématicien et historien des mathématiques allemand.

## Travaux
Ses travaux en histoire des mathématiques traitent principalement d'algèbre arabe et de la diffusion en occident des chiffres arabes. Il étudie également les travaux de Leonardo Fibonacci afin d'en déterminer les sources.

## Publications
- « Essai d'une restitution de travaux perdus d'Apollonius sur les quantités irrationnelles, d'après des indications tirées d'un manuscrit arabe », Mémoires présentés par divers savants à l'Académie royale des sciences de l'Institut de France, et imprimés par son ordre, t. 14,‎ 1856, p. 658-720 (lire en ligne)